# Maschinenfähigkeit
Maschinenfähigkeit ist ein Begriff aus der Produktionstechnik, der die Stabilität und Reproduzierbarkeit eines Produktionsschrittes auf einer Maschine in Produktion kennzeichnet. 
Sie erlaubt eine Aussage darüber, mit welchem Anteil Ausschuss und Nacharbeit beim Betrieb dieser Maschine zu rechnen ist.
Die Maschinenfähigkeit kann bei der Qualitätssicherung über ein CAQ-System berechnet werden. Die Maschinenfähigkeit hängt eng mit den Prozessfähigkeitsindizes Cp und CpK eines Produktionsprozesses zusammen.

## Maschinenfähigkeitsuntersuchung
Zur Ermittlung der Maschinenfähigkeit wird unter festgelegten Bedingungen eine vorher nach statistischen Kriterien festgelegte Stichprobe von Werkstücken (mind. 50 Stück) hergestellt und anschließend die für die spätere Funktion des Teiles kritischen Größen gemessen. Die äußeren Rahmenbedingungen und Einflussfaktoren dürfen sich nicht bzw. nur gering ändern. Hierzu gehören neben vielen weiteren Einflussfaktoren das Bedienerpersonal, das Fertigungsverfahren, das Material (identisches Vormaterial, möglichst identische Charge), Messmittel, Temperaturen und Betriebsdrücke.
Anschließend wird die für die Stichprobe zutreffende statistische Verteilung ermittelt; hierzu wird häufig eine Normalverteilung angenommen. Im weiteren Schritt wird die Lage des Mittelwerts und die Streuung der gemessenen Größe bestimmt. Auf Basis dieser beiden Werte ergibt sich schließlich die Maschinenfähigkeit, welche als dimensionslose Zahl angegeben wird. Je größer dieser Zahlenwert ist, desto stabiler läuft der Fertigungsprozess.
Grundsätzlich können zwei verschiedene Zahlen für die Maschinenfähigkeit ermittelt werden:
- CmK gibt eine Aussage darüber, wie der Mittelwert der Stichprobe zur vorgegebenen Toleranz liegt
- Cm zeigt, wie groß die Streuung der Größe ist.

Im Idealfall ist Cm = CmK; dies bedeutet, dass der Mittelwert symmetrisch im Toleranzfeld liegt. In der Praxis ergibt sich häufig eine Abweichung zwischen Mittelwert und Sollwert der Größe, sodass die Maschinenfähigkeit CmK meist kleiner ist als Cm.
Der minimale Wert für die Maschinenfähigkeit, damit ein Prozess für die Serienfertigung geeignet ist, ist abhängig vom spezifischen Unternehmen. Branchenabhängig existieren Normvorgaben, wie sie etwa in der Automobilbranche durch den Verband der Automobilindustrie oder die IATF vorgegeben werden. Gängige Minimalforderungen sind Werte von 1,33 (entspricht dem Vierfachen der Standardabweichung σ bei Normalverteilung) oder 1,67 (entspricht 5 σ). 
Zusätzlich dazu existieren Anforderungen an die Prozessfähigkeit, wobei der Minimalwert für die Prozessfähigkeit gleich groß oder etwas geringer als diejenige für die Maschinenfähigkeit sein muss, da die Bestimmung der Prozessfähigkeit weiteren realitätsnahen Einflussfaktoren unterliegen (z. B. Abweichungen des Materials zwischen verschiedenen Chargen, unterschiedliche Umgebungstemperatur und -luftfeuchtigkeit, unterschiedliche Anlagenbediener).

## Probleme und Anwendung
Der Begriff Maschinenfähigkeit hat in der Praxis zu Problemen geführt, da auf die Maschinenfähigkeit zu viele Einflussgrößen (Messmittel, Umgebung, Mitarbeiter, …) einwirken, so dass nur noch die Prozessfähigkeit mit den Kennzahlen Cp und CpK und die Stabilität (Beherrschtheit) des Prozesses verwendet werden sollte. 
Da die Maschinenfähigkeit im Vergleich zur Prozessfähigkeit deutlich leichter und schneller zu ermitteln ist, wird sie oft für die Erstbewertung einer Anlage/Maschine (z. B. bei einer Maschinenvorabnahme) eingesetzt.